# 艾利斯·森斯
艾利斯·森斯（英語：Ellis Simms；2001年1月5日—），是一名英格蘭職業足球員，現效力於英冠球會高雲地利。